# Frans Michael Franzén
Frans Michael Franzén (19. února 1772, Uleåborg, dnes Oulu ve Finsku – 14. srpna 1847, Härnösand) byl finsko-švédský luteránský kněz, profesor a preroromantický básník.

## Život
Pocházel z rodiny obchodníka, ale na přání matky vystudoval v letech 1785-1789 pod vedením Henrika Gabriela Porthana filosofii na Královské akademii v Åbo (finské Turku). Od roku 1790 studoval na Uppsalské univerzitě německé idealistické filosofy, roku 1791 se vrátil na akademii v Turku a obhájil zde svou disertační práci zabývající se původem jazyka. Následující rok se stal na akademii docentem rétoriky. Brzy na to uveřejnil své první lyrické básně, které ocenila roku 1794 Švédská akademie. V letech 1795-1796 cestoval po Dánsku, Francii a Anglii. Roku 1798 byl v Turku jmenován profesorem literárních dějin a dějin idejí a roku 1801 profesorem historie a praktické filosofie

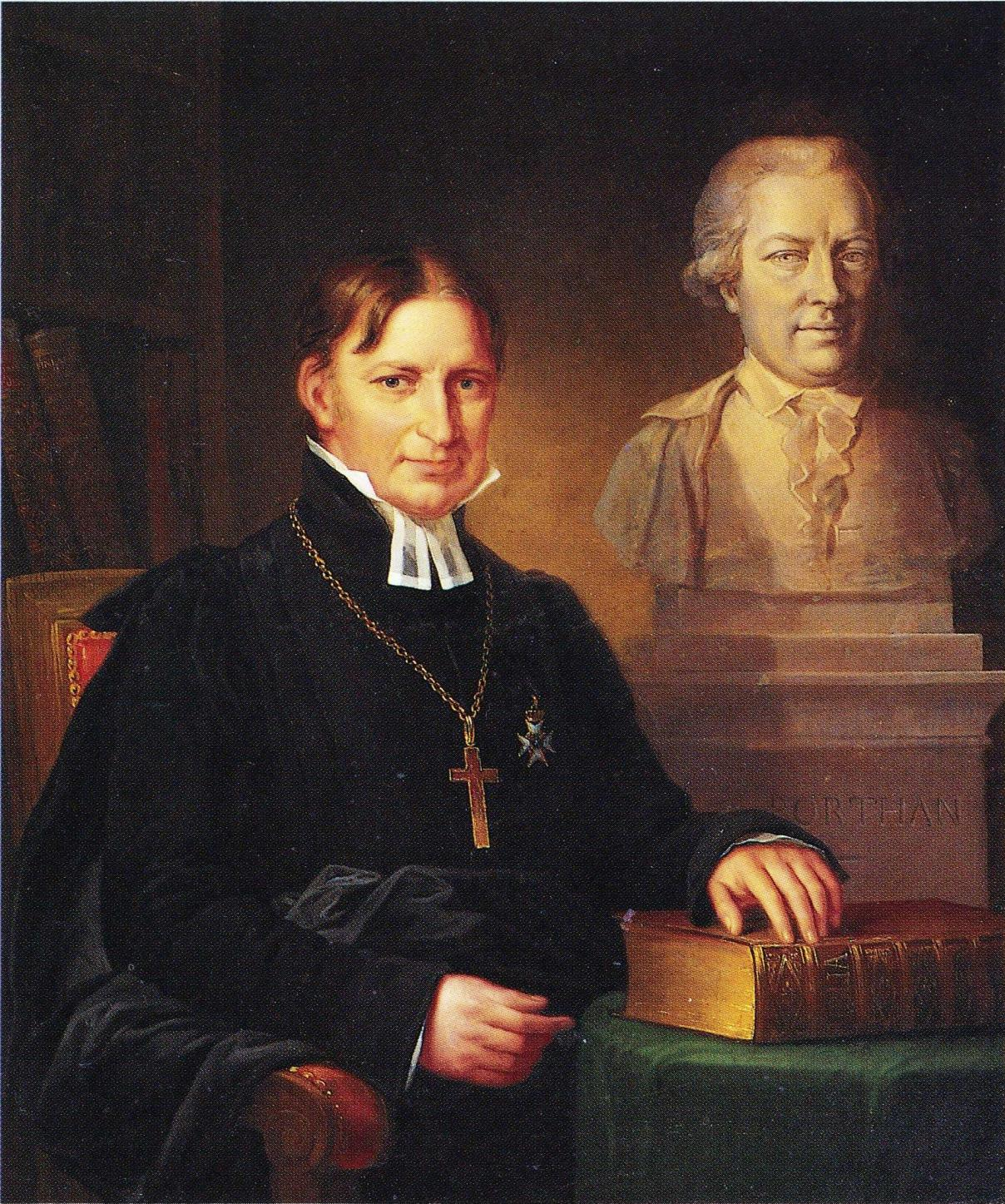
Frans Michael Franzén roku 1832 na obraze Fredrica Westina

Roku 1803 se stal knězem, protože si uvědomil, že jeho vztah k filosofii je dán jeho náboženským přesvědčením. Roku 1808 byl jmenován členem Švédské akademie. Finská válka, po které se roku 1809 stalo Finsko součástí Ruska, jej donutila k úvahám, zda zůstane ve Finsku. Nakonec roku 1811 odjel do Švédska a působil zde na faře v Kumle. Roku 1818 získal titul doktora teologie, roku 1823 se stal pastorem ve Stockholmu, roku 1824 doživotním tajemníkem Švédské akademie a roku 1834 biskupem v Härnösandu. Do Finska se krátce navrátil až roku 1840, aby obdržel čestný doktorát na Helsinské univerzitě. Za svůj život byl třikrát ženatý. Zemřel ve farnosti Säbrå v Härnösandu.
Ačkoliv byla jeho rodným jazykem finština, psal švédsky. Je sice také autorem oficiálních oslavných básní v klasicistním stylu, ale z jeho díla je nejvýznamnější intimní lyrika, ve které zachycoval venkovský lid a přírodu i výjevy z dětství a z rodinného života. Psal také pijácké a rozverné písně. Vyzýval k návratu poezie k domácím zdrojům a k opuštění pseudoklasického suchopárného stylu, čímž předznamenával nástup romantismu. Znám byl také jako vynikající řečník a kazatel. Počet jeho dějepisných, filosofických a literárních úvah a přednášek (napsaných, resp. konaných částečně v latině) je značný a všude se v nich jeví jako bystrý a neúnavný duch stojící na výši své doby. Spolupracoval rovněž na Wallinově kancionálu duchovních písní a žalmů.

## Výběrová bíbliografie
- Menniskans anlete (1793, Tvář člověka), báseň protestující proti osvícenskému pojetí člověka.
- Till en ung flick och Den gamle knekten (1793, Mladí dívce a starému vojákovi), báseň.
- Det nya Eden (1794, Nový ráj), báseň idealisticky líčící venkovský svět a přírodu.
- Sång öfver grefve Gustaf Philip Creutz (1797, Píseň o hraběti Guustafovi Philipovi Creutrovi), báseň.
- Skaldestycken (1810, Básně), básnická sbírka, další vydání z let 1824-1861 mělo sedm svazků.
- Selma och Fanny (1824, Semla a Fanny), básnický cyklus.
- Julie de Saint-Julien eller Frihetsbilden (1825, Julie ze Svatého Juliana neboli obraz svobody), výpravná didaktická báseň odehrávající se ve Francii.
- Predikningar (1841-1845, Kázání), pět svazků.
- Minnesteckningar (1848-1860, Vzpomínky), posmrtně vydané tři svazky pamětí.
- Samlade dikter (1867-1869, Sebrané básně), soubor autorových básní v sedmi svazcích.
- Gustaf Adolf i Tyskland (Gustav Adolf v Německu), nedokončený epos v hexametrech o švédském králi Gustavovi II. Adolfovi.

## České překlady
Franzénovu báseň Jízda k milé (1810, Spring, min snälla ren!) přeložil roku 1839 František Ladislav Čelakovský v domnění, že se jedná o laponskou báseň.